# دوري كرة القدم الأوكراني الدرجة الثانية 2006–07
دوري كرة القدم الأوكراني الدرجة الثانية 2006–07 (بالأوكرانية: Чемпіонат України з футболу 2006—2007: друга ліга)‏ هو موسم من دوري كرة القدم الأوكراني الدرجة الثانية ‏. فاز فيه FC Odesa ‏.